# Idegösszeomlás
A pszichológiában és a pszichiátriában az idegösszeomlás vagy ideg-összeroppanás (ASD, acute stress disorder) az az akut klinikai szindróma, amely bizonyos esetekben rövid távú expozíciót, vagy olyan „extrém” eseményekre való ráhatást eredményezhet, mint pl. traumák, katasztrófák, balesetek vagy erőszakos cselekmények.
Az elsődleges áldozatokon kívül a kritikus helyzetekben érintett mentőknél is előfordulhatnak ilyen tünetek.
A DSM-5-ben (2013) az ASD a traumás és stresszes eseményekkel kapcsolatos rendellenességek fejezetében szerepel.

## Leírása
Ellentétben a poszttraumás stressz zavarral (PTSD), amely közép-hosszú távú klinikai evolúciót jelent (de nem mindig), az ASD gyorsan, akár 48 órával az esemény után kialakulhat, és a jelenlegi DSM általi nozográfiai besorolás szerint el is tarthat három naptól egy hónapig, amelynek letelte után is a releváns klinikai tünetek jelenléte a PTSD diagnózis igazolja. Valószínűleg lehetséges megelőzni bizonyos számú ASD-eset kialakulását a sürgősségi pszichológiai-klinikai segédeszközök, például a megfelelő helyszíni támogatás /PFA (Psicologic First Aid) helyes használatával, valamint a megfelelő sokktalanító eljárások korai végrehajtásával, a tájékoztatással és az érintett személyzet leszerelésével.
Az ASD-t pszichológiai-klinikai és nagyon ritkán farmakológiai eszközökkel is kezelik (bár hajlamosak vagyunk a gyógyszeres terápia alkalmazását kizárólag a legsúlyosabb, legtartósabb és a pszichológiai-pszichoterápiás beavatkozásra szinte teljesen ellenálló betegek számára fenntartani).
Fontos azonban megjegyezni, hogy a legtöbb ember, még ha potenciálisan traumatikus eseményeket él is át, csak átmeneti érzelmi reakciókat szenved el (az ún. „normális reakciókat abnormális eseményekre”), amelyek bár érzelmileg nehezek és fájdalmasak, ritkán válnak valódivá. és saját struktúrájú ASD/PTSD-vé.
A PTSD-hez hasonlóan az ASD sem érinti a „leggyengébb” vagy „törékenyebb” embereket: gyakran a látszólag „törékeny” emberek meglehetősen fontos traumatikus eseményeken mennek keresztül következmények nélkül, míg a „szilárd” emberek mérsékelt események után is nehézségekbe ütközhetnek.

### Tünettan
Az ASD mögöttes tünetegyüttese hasonló a PTSD-hez, de van néhány fontos különbség. A PTSD klasszikus „tünet-triászát” (behatolások; elkerülés; túlzott izgatottság) valójában több zsibbadás (kábulat és zavartság), és mindenekelőtt többé-kevésbé súlyos disszociatív tünetek kísérik. A peri- vagy posztkritikus fázisban bizonyos időtartamú disszociatív tünetek, pervazivitás és klinikai intenzitás gyakran (de nem mindig) prognosztikai jelei annak, hogy nagyobb kockázatot jelent az ASD PTSD felé történő evolúciója.
Egy másik hasonlóság a PTSD-vel az a tény, hogy az érintett személy gyakran „enyhülést” keres (de valójában rontja a helyzetét) alkohollal, drogokkal és/vagy pszichotróp szerekkel való visszaéléssel; gyakran erős bűntudat társul amiatt, ami történt, vagy az esemény során hogyan viselkedett (vagy amiatt, hogy nem tudta elkerülni azt), a bűntudat miatt, amely nagyon gyakran teljesen eltúlzott és nem egyeztethető össze a valósággal, tényeket és objektív felelősséget vállal.

## Bibliográfia
- B. Young. L'Assistenza Psicologica nelle Emergenze (olasz nyelven). Trento: Erickson (2002)
- F. Lebigot. Les Traumatismes Psychiques (francia nyelven). Párizs: Masson (2001)

## Fordítás
- Ez a szócikk részben vagy egészben  a   Disturbo acuto da stress című  Wikipédia-szócikk ezen változatának fordításán alapul.  Az eredeti cikk szerkesztőit annak laptörténete sorolja fel. Ez a jelzés csupán a megfogalmazás eredetét és a szerzői jogokat jelzi, nem szolgál a cikkben szereplő információk forrásmegjelöléseként.